# Heiligenschwendi
Heiligenschwendi is een gemeente en plaats in het Zwitserse kanton Bern, en maakt deel uit van het district Thun.
Heiligenschwendi telt 693 inwoners.